# Championnat du Burkina Faso de football 2006
Navigation
Saison précédente Saison suivante
La saison 2006 du Championnat du Burkina Faso de football est la quarante-quatrième édition de la première division au Burkina Faso, organisée sous forme de poule unique, le Championnat National, où toutes les équipes se rencontrent deux fois au cours de la saison. En fin de saison, le dernier du classement est relégué et remplacé par le champion de deuxième division tandis que le club classé 13e affronte le deuxième de D2 en barrage de promotion-relégation.
C'est l'ASFA Yennenga qui remporte la compétition cette saison après avoir terminé en tête du classement final, avec un seul point d'avance sur le tenant du titre, le Rail Club du Kadiogo et trois sur l'US Ouagadougou. C'est le huitième titre de champion du Burkina Faso de l'histoire du club, le quatrième en cinq saisons.

## Qualifications continentales
Deux places en compétitions continentales sont réservées aux clubs burkinabés : le champion se qualifie pour la Ligue des champions de la CAF 2007 tandis que le vainqueur de la Coupe du Burkina Faso obtient son billet pour la Coupe de la confédération 2007.

## Les clubs participants
| - Union sportive des Forces armées - Étoile Filante de Ouagadougou - ASFA Yennenga - ASF Bobo-Dioulasso - Racing Club de Bobo - ASEC Koudougou - Jeunesse Club de Bobo | - US Ouagadougou - Rail Club du Kadiogo - US FRAN - Santos FC - AS SONABEL - Union sportive de la Comoé - Commune Football Club - Promu en Championnat National |

## Compétition
Le barème de points servant à établir le classement se décompose ainsi :
- Victoire : 3 points
- Match nul : 1 point
- Défaite : 0 point

### Classement
| Rang | Équipe                           | Pts | J  | G  | N  | P  | Bp | Bc | Diff |
| ---- | -------------------------------- | --- | -- | -- | -- | -- | -- | -- | ---- |
| 1    | ASFA Yennenga                    | 53  | 26 | 16 | 5  | 5  | 43 | 16 | +27  |
| 2    | Rail Club du KadiogoT            | 52  | 26 | 16 | 4  | 6  | 39 | 22 | +17  |
| 3    | US Ouagadougou                   | 50  | 26 | 13 | 11 | 2  | 38 | 15 | +23  |
| 4    | Étoile Filante de OuagadougouC   | 48  | 26 | 15 | 3  | 8  | 44 | 27 | +17  |
| 5    | Union sportive des Forces armées | 40  | 26 | 11 | 7  | 8  | 44 | 31 | +13  |
| 6    | Commune Football ClubP           | 39  | 26 | 11 | 6  | 9  | 24 | 26 | -2   |
| 7    | Racing Club de Bobo              | 35  | 26 | 8  | 11 | 7  | 26 | 19 | +7   |
| 8    | Union sportive de la Comoé       | 35  | 26 | 8  | 11 | 7  | 21 | 22 | -1   |
| 9    | ASEC Koudougou                   | 33  | 26 | 9  | 6  | 11 | 19 | 24 | -5   |
| 10   | ASF Bobo-Dioulasso               | 31  | 26 | 7  | 10 | 9  | 24 | 31 | -7   |
| 11   | AS SONABEL                       | 30  | 26 | 6  | 12 | 8  | 22 | 26 | -4   |
| 12   | Santos FC                        | 26  | 26 | 6  | 8  | 12 | 29 | 39 | -10  |
| 13   | US FRAN                          | 14  | 26 | 2  | 8  | 16 | 11 | 50 | -39  |
| 14   | Jeunesse Club de Bobo            | 6   | 26 | 0  | 6  | 20 | 12 | 48 | -36  |

|  | Qualification pour la Ligue des champions de la CAF 2007                      |
|  | Qualification pour la Coupe de la confédération 2007                          |
|  | Participation au barrage de promotion-relégation                              |
|  | Relégation directe en D2                                                      |
|  | T : Tenant du titre C : Vainqueur de la Coupe du Burkina Faso P : Promu de D2 |

### Matchs

#### Barrage de promotion-relégation
Le 13e du Championnat national affronte le 2e de D2 en barrage pour déterminer le dernier club participant au championnat de première division la saison suivante.
| Équipe 1         | Résultat | Équipe 2 | Aller | Retour |
| ---------------- | -------- | -------- | ----- | ------ |
| Bobo Sports (D2) | -        | USFRAN   | -     | -      |

- Les résultats des rencontres ne sont pas connus mais on sait que Bobo Sports obtient sa promotion pour le Championnat National au détriment de l'US FRAN.

## Bilan de la saison
| Championnat du Burkina Faso de football 2006 |                               |
| Champion                                     | ASFA Yennenga (8e titre)      |
| Coupes et trophées                           |                               |
| Vainqueur de la Coupe du Burkina Faso 2006   | Étoile Filante de Ouagadougou |
| Qualifications continentales                 |                               |
| Ligue des champions de la CAF 2007           | ASFA Yennenga                 |
| Coupe de la confédération 2007               | Étoile Filante de Ouagadougou |
| Promotions et relégations                    |                               |
| Promus en Championnat National               | Union sportive du Yatenga     |
| Promus en Championnat National               | Bobo Sports                   |
| Relégués en Deuxième division                | Jeunesse Club de Bobo         |
| Relégués en Deuxième division                | US FRAN                       |